# Linden (Straufhain)
Linden ist ein Ortsteil der Gemeinde Straufhain im Landkreis Hildburghausen in Thüringen.

## Lage
Das kleine Reihendorf liegt im Heldburger Land in der Nähe der Gleichberge an der Landesstraße 2671 und der Landesstraße 1133. Die Linden befinden sich am Ortseingang. Die Flur des Ortsteils grenzt an die thüringisch-bayerische Grenze. Thüringischer Nachbarort ist Schlechtsart, bayerischer Nachbarort Trappstadt. Die Vorgebirgslandschaft ist kupiert und wird vom günstigeren fränkischen Klima beeinflusst.

## Geschichte
1300 wurde der Ortsteil erstmals urkundlich erwähnt. In den Unterlagen der Dorfgemeinschaft geht man von 1315 aus. Das Dorf im Amt Römhild war im Laufe der Zeit mehreren Herrschaften untertänig.
1424 begann der Bau einer ersten Grenze mit der Landwehr. 1518 einigte man sich über Grenzstreitigkeiten.
Zur Gründung der DDR wohnten 330 Personen im Ort. 1953 wurde die LPG gegründet. 1956 erfolgte die Kanalisierung im Dorf. 1972/73 wurden das Kulturhaus und das Schwimmbad gebaut. 1973 fand die Bildung des Zuchtzentrums Linden/Gleichberg statt. 2012 leben 250 Personen im Ortsteil. 2015 stieg die Einwohnerzahl auf 263.

## Sehenswürdigkeiten
- Dorfkirche Linden

## Söhne und Töchter des Ortes
- Helena, Michael Höflings Frau (–1616), Opfer eines Hexenprozesses, wurde verurteilt und verbrannt.[3]